# Brinsmade
La ville de Brinsmade est située dans le comté de Benson, dans l’État du Dakota du Nord, aux États-Unis. Sa population s’élevait à 35 habitants lors du recensement de 2010.

## Histoire
Fondée en 1889, la ville de Brinsmade est nommée par E. S. Rolfe, propriétaire de ces terres, en hommage à son ami le révérend S. Brinsmade.  

## Démographie
| Groupe            | Brinsmade | Dakota du Nord | États-Unis |
| ----------------- | --------- | -------------- | ---------- |
| Blancs            | 88,3      | 90,0           | 72,4       |
| Autres            | 0         | 10,0           | 27,6       |
| Total             | 100       | 100            | 100        |
|                   |           |                |            |
| Latino-Américains | 0         | 2,0            | 16,7       |

Selon l’American Community Survey, pour la période 2011-2015, 95,52 % de la population âgée de plus de 5 ans déclare parler l’anglais à la maison et 4,48 % déclare parler le hongrois.
| 1910 | 1920 | 1930 | 1940 | 1950 | 1960 |
| ---- | ---- | ---- | ---- | ---- | ---- |
| 203  | 191  | 199  | 206  | 136  | 110  |

| 1970 | 1980 | 1990 | 2000 | 2010 | - |
| ---- | ---- | ---- | ---- | ---- | - |
| 36   | 54   | 21   | 29   | 35   | - |

## Source
- (en) Cet article est partiellement ou en totalité issu de l’article de Wikipédia en anglais intitulé « Brinsmade, North Dakota » (voir la liste des auteurs).

1. ↑  (en) « Brinsmade (Benson County) », sur www.webfamilytree.com (consulté le 10 mars 2018).
2. ↑  (en) « Population and Housing Unit Estimates » (consulté le 24 septembre 2019)
3. ↑  (en) Bureau du recensement des États-Unis, « Census of Population and Housing » [archive du 26 avril 2015] (consulté le 17 juin 2014)
4. ↑  (en) « Population Estimates », Bureau du recensement des États-Unis (consulté le 24 septembre 2019)
5. ↑  (en) « Population of North Dakota - Census 2010 and 2000 », sur censusviewer.com.
6. ↑  (en) « Brinsmade, ND Population - Census 2010 and 2000 », sur censusviewer.com.
7. ↑  (en) « Language spoken at home by ability to speak English for the population 5 years and over », sur factfinder.census.gov.
8. ↑  (en) « Statistiques des États-Unis - Dakota du nord - Profils des comtés de 2010 » (consulté en juin 2021)